# FK Pobeda (2010)
Der FK Pobeda AD Prilep (mazedonisch ФК Победа АД Прилеп) ist ein Fußballverein aus Prilep, Nordmazedonien.

## Geschichte
Der FK Pobeda wurde 2010 unter dem Namen Viktorija gegründet, nachdem der FK Pobeda Prilep wegen Spielmanipulationen für acht Jahre von der FIFA gesperrt worden war. 2015 wurde der Name in Pobeda geändert.

## Erfolge
- Meister der Vtora Makedonska Liga (2): 2015/16, 2021/22

## Stadion
Der FK Pobeda spielt im Stadion Goce Delčev, das eine Kapazität von 15.000 Zuschauern besitzt. 